# Gai Arpini
Gai Arpini (en llatí Caius Arpineius) va ser un cavaller romà amic de Quint Tituri Sabí, legat de Juli Cèsar a la Gàl·lia. Tituri el va enviar d'ambaixador davant del cap gal Ambiòrix l'any 54 aC.